# Arroyo Mosquitos
Der Arroyo Mosquitos ist ein im Süden Uruguays gelegener kleiner Flusslauf.
Der zum Einzugsgebiet des Río de la Plata zählende linksseitige Nebenfluss des Arroyo Solís Chico entspringt südlich von Estación Migues. Von dort verläuft er auf dem Gebiet des Departamentos Canelones in südliche Richtung. Hierbei passiert er zunächst den Cerro Bonilla westlich und die östlich gelegenen Cerros Mosquitos. Sodann fließt er an der nordwestlichen Stadtgrenze der Stadt Soca entlang, welche bis 1928 den Namen Santo Tomás de Aquino trug, nachdem er kurz zuvor die Ruta 8 unterquert hat. Er mündet schließlich südwestlich von Soca bzw. nördlich von Parque del Plata in den Arroyo Solís Chico.